# Distrust
| Системные требования | Системные требования                                              | Системные требования                                         |
| -------------------- | ----------------------------------------------------------------- | ------------------------------------------------------------ |
|                      | Минимальные                                                       | Рекомендуемые                                                |
| Windows              |                                                                   |                                                              |
| ОС                   | Windows 7/8/10                                                    | Windows 7/8/10                                               |
| ЦПУ                  | Intel Core i3 560 3.33GHz or higher                               | Intel Core i5 2.6+ GHz                                       |
| Объём ОЗУ            | 4 GB ОЗУ                                                          | 4 GB ОЗУ                                                     |
| Место на диске       | 2 GB                                                              | 2 GB                                                         |
| Видеокарта           | DirectX 9.0c-совместимые: GeForce 9600 GT/Radeon HD 3870 (512 MB) | DirectX 11-совместимые: GeForce GTX 460/Radeon HD 6850 (1GB) |
| Звуковая плата       | DirectX 9.0c-совместимые                                          | DirectX 11-совместимые                                       |
| Mac OS               |                                                                   |                                                              |
| ОС                   | MacOSX 10.9 or higher                                             | MacOSX 10.9 or higher                                        |
| ЦПУ                  | Intel Core i3 2.00GHz or higher                                   | Intel Core i5-2400S, 2.6 GHz                                 |
| Объём ОЗУ            | 4 GB ОЗУ                                                          | 4 GB ОЗУ                                                     |
| Место на диске       | 2 GB                                                              | 2 GB                                                         |
| Видеокарта           | 1 Gb                                                              | 1 GB or higher                                               |

Distrust — компьютерная игра в жанре survival horror. Разработчик игры — Cheerdealers, издатель — Alawar Entertainment. Игра вышла в Steam 23 августа 2017 года и доступна на платформах Windows и macOS.

## Игровой процесс
Игра Distrust разработана в жанре survival horror с видом от третьего лица. Основной сюжет игры был вдохновлён фильмом «Нечто» Джона Карпентера.
Главные герои Distrust — два спасателя, которые в результате крушения вертолёта оказываются на заброшенной полярной станции. Игроку предстоит поочерёдно управлять каждым из персонажей, поддерживая на необходимом уровне их жизненные показатели: здоровье, сытость и бодрость. Целью игры является спасение героев со станции. В Distrust есть несколько вариантов концовок.
Уровни в Distrust процедурно-генерируемые, поэтому расположение зданий и их содержимое является уникальным для каждой новой игры. Игрок может обыскивать здания и объекты, добывая необходимые для выживания продукты и одежду. Недостаток пищи, тепла или сна приводит к помутнению рассудка, в результате чего персонажи могут наблюдать различные аномалии и галлюцинации. Чтобы определить, является ли аномалия реальной угрозой или плодом воображения, игроку необходимо вовремя реагировать, переключаясь с одного персонажа на другого и сравнивая увиденные им образы.
За успехи в прохождении можно разблокировать дополнительных персонажей, которые станут доступны для выбора в качестве двух стартовых героев. Всего в игре доступно 15 персонажей.

## Критика
Distrust была довольно тепло принята пользователями Steam, в результате игра получила 80 % положительных отзывов.
GameSpot оценил игру в 7 баллов из 10, в качестве плюсов отметив необычный подход к жанру выживания, разнообразие уровней и доступных для игры персонажей. Минусом была названа несбалансированность случайно сгенерированных уровней, в результате которой добычи может оказаться слишком мало, и игра окажется слишком сложной для прохождения.
Destructoid также отметил некую несбалансированность уровней, при этом положительно отметив увлекательность игрового процесса и выставив Distrust 8 баллов из 10.
На Playground.ru был опубликован обзор, в котором игре была выставлена оценка 8,5 из 10. В обзоре были положительно отмечены реиграбельность, sandbox и survival элементы, графика и музыкальное сопровождение, хардкорность, а в качестве недостатков указано слабое наполнение локаций объектами и добычей.
Игровой портал VGTimes.RU положительно оценил дебют студии Cheerdealers, отметив неплохую реиграбельность, атмосферу и саундтрек. Минусами были названы слабости сюжета и довольно простая графика.
Общий рейтинг Distrust на Metacritic, включая пользовательские обзоры, составляет 8,6 баллов из 10.